# Eduardo Buenavista
Eduardo Buenavista (ur. 13 października 1979 w General Santos) – filipiński lekkoatleta, długodystansowiec, olimpijczyk.
Wielokrotny mistrz i rekordzista kraju. W 2003 zajął 3. miejsce w biegu na 10 000 metrów na Mistrzostwach Azji w lekkoatletyce. Wielokrotny medalista igrzysk Azji Południowo-Wschodniej (w tym 4 złote medale: w 2001 na 5000 metrów i w biegu na 3000 metrów z przeszkodami, w 2003 na 10 000 metrów, oraz w 2009 w maratonie.  
Zawodnik dwukrotnie reprezentował swój kraj na igrzyskach olimpijskich: w 2000 w Sydney - odpadł w eliminacjach biegu 3000 m z przeszkodami i w 2004 w Atenach - w maratonie mężczyzn zajął 67. pozycję z czasem  2:28:18.

## Rekordy życiowe
| Dystans                            | Wynik (s) | Miejsce      | Data                 | Uwagi               |
| ---------------------------------- | --------- | ------------ | -------------------- | ------------------- |
| Bieg na 3000 metrów                | 8:17,14   | Manila       | 26 maja 2002         | były rekord Filipin |
| Bieg na 5000 metrów                | 13:58,43  | Busan        | 10 października 2002 | rekord Filipin      |
| Bieg na 10 000 metrów              | 29:02,36  | Busan        | 7 października 2002  | rekord Filipin      |
| Półmaraton                         | 1:02:58   | Manila       | 6 lipca 2008         |                     |
| Bieg maratoński                    | 2:18:44   | Oita         | 1 lutego 2004        | rekord Filipin      |
| Bieg na 3000 metrów z przeszkodami | 8:40,77   | Kuala Lumpur | 12 września 2001     | rekord Filipin      |

Buenavista jest także rekordzistą kraju w półmaratonie (1:03:42 – 27 marca 2005, Incheon).